# Markovac (Velika)
Markovac is een plaats in de gemeente Velika in de Kroatische provincie Požega-Slavonië. De plaats telt 2 inwoners (2001).